# Isolia striatitergitis
Isolia striatitergitis is een vliesvleugelig insect uit de familie van de Platygastridae. De wetenschappelijke naam van de soort is voor het eerst geldig gepubliceerd in 1962 door Szabó.